# ウォルター・ダムロッシュ
ヴァルター・ヨハネス・ダムロシュ（英: Walter Johannes Damrosch, 1862年1月30日 - 1950年12月22日）は、プロイセン出身のアメリカの指揮者、作曲家。リヒャルト・ヴァーグナー作品の指揮で知られる。ラジオで活躍した指揮者の草分けであり、米国においてクラシック音楽の普及に大きく貢献した。

## 経歴
ブレスラウ（現ポーランド、ヴロツワフ）にて、ドイツ系ユダヤ人（ユダヤ人）の家庭に生まれる。父レオポルトと兄フランクも指揮者である。幼時より父ならびにハンス・フォン・ビューローから音楽教育を受ける。1871年に一家で米国へ移住。1885年から1891年までメトロポリタン歌劇場の副指揮者。1885年から1898年までと1917年から1921年までニューヨークオラトリオ協会会長。1885年に父を喪うと、その後任として1928年までニューヨーク交響楽団を指揮。ヨーロッパ公演の途次、船中で偶然アンドリュー・カーネギーに出会ったとき、ニューヨークにコンサートホールを建設する夢を語る。このことがカーネギーの支援を引き出し、1891年、カーネギー・ホールの設立となって結実した。1894年から1899年までダムロシュ歌劇団会長としてドイツ歌劇の紹介に尽力。第一次世界大戦中はフランスで過ごし、戦後1921年にはフォンテーヌブロー・アメリカ音楽院の設立に参加。1923年、自伝My Musical Lifeを上梓。ラジオで活躍する前は作曲家としても有名だった。『ブリタニカ百科事典第11版』は次のように記している。
「ダムロシュ…ニューヨーク交響楽団の首席指揮者であり、さまざまな歌劇の指揮で知られる一方、独創的かつ詩的な作曲家でもあり、歌劇『緋文字』や劇的な歌曲『ダニー・ディーヴァー』といった作品がある」
ダムロシュは『シラノ・ド・ベルジュラック』（1913年）や『国なき男』（1937年）などの物語に基づき歌劇を作曲したが、これらの作品は今日ほとんど演奏される機会がなく、ただヴァーグナー作品の録音が広く知られているのみである。ダムロシュはデイヴィッド・サーノフ時代のNBCで音楽監督を務め、1928年から1942年までNBCの児童向けクラシック教育番組Music Appreciation Hour（音楽鑑賞の時間）の司会者を担当した（この番組は平日の昼間に放送されたため、生徒が授業時間に聴けるよう、学校の教師はNBCから教材とワークシートを与えられた）。ダムロシュが残した数少ない録音の一つはワシントンD.C.のナショナル交響楽団と共に収録したサン＝サーンスの歌劇『ヘンリー八世』からのバレエ音楽の完全版であり、RCAレコードからリリースされている。
1950年12月22日夜、心臓病によりニューヨーク市で死去。

## 功績
- ハンス・フォン・ビューローから指導を受けた際にビューロー自身の書き込みのあるベートーヴェンの交響曲第9番の楽譜のコピーを入手しており、1927年の『ミュージカル・クォータリー』誌にそれに基づいたものを発表している。

## ブロードウェイ
- 『平和の鳩』（1912年）- 歌劇/ミュージカル - 作曲家兼リブレット共作者
- 『エレクトラ』（1918年、ソフォクレスの作品の翻案）- 戯曲 - 付随音楽作曲者

## 参照
- この記事にはアメリカ合衆国内で著作権が消滅した次の百科事典本文を含む: Chisholm, Hugh, ed. (1911). "Music s.v. United States". Encyclopædia Britannica (英語). Vol. 19 (11th ed.). Cambridge University Press. p. 83.
- 「第九」のすべて 武川寛海（日本放送出版協会 1977年出版）